# Baobi
Baobi (kinesiska: 薄壁, 薄壁镇) är en köping i Kina. Den ligger i provinsen Henan, i den centrala delen av landet, omkring 77 kilometer norr om provinshuvudstaden Zhengzhou. Antalet invånare är 36 566. Befolkningen består av 18 168 kvinnor och 18 398 män. Barn under 15 år utgör 17,0 %, vuxna 15-64 år 75 %, och äldre över 65 år 7,0 %.
Genomsnittlig årsnederbörd är 656 millimeter. Den regnigaste månaden är juli, med i genomsnitt 175 mm nederbörd, och den torraste är januari, med 3 mm nederbörd.